# 喬赫尼亞科塔湖
15°0′S 69°4′W / 15.000°S 69.067°W
喬赫尼亞科塔湖（Ch'uxña Quta），是玻利維亞的湖泊，位於該國西部拉巴斯省包蒂斯塔·萨韦德拉县，湖水來自烏利亞卡亞山，海拔高度5,543米。